# Tsatsiki – Tintenfische und erste Küsse
Die skandinavisch-isländische Koproduktion Tsatsiki – Tintenfische und erste Küsse (Verweistitel: Tsatsiki, Mama und der Polizist) ist ein Kinderfilm der schwedischen Regisseurin Ella Lemhagen aus dem Jahr 1999. Die Literaturverfilmung entstand nach der Romanreihe Tsatsiki-Tsatsiki von Moni Nilsson-Brännström, aus der nach dem Erfolg von Tsatsiki – Tintenfische und erste Küsse auch die Geschichte Tsatsiki – Freunde für immer verfilmt wurde.
Der Film erzählt die Geschichte des achtjährigen Tobias Johansson, genannt „Tsatsiki“, der alleine mit seiner Mutter, einer Rockmusikerin, in Stockholm lebt. In dem Polizisten Göran, dem Untermieter seiner Mutter, hofft er, einen Ersatzvater zu finden. Außerdem träumt er davon, seinen in Griechenland lebenden leiblichen Vater kennenzulernen.

## Handlung
Der achtjährige Tobias Johansson wird aufgrund seines südländischen Aussehens „Tsatsiki“ genannt. Er hat seinen Vater nie kennengelernt und weiß nur, dass dieser in Griechenland lebt. Eines Tages übt er heimlich in einem Schwimmbad Tauchen. Zufällig entdeckt ihn der Polizist Göran auf dem Grund des Beckens liegend und holt ihn aus dem Wasser, um ihn vor dem vermeintlichen Ertrinken zu bewahren. Anschließend fährt er Tsatsiki auf seinem Polizeimotorrad nach Hause in der Absicht, mit dessen Eltern zu reden. So lernt Göran Tsatsikis allein erziehende Mutter kennen, die Rockmusikerin Tina Johansson. Diese probt gerade mit ihrer Band, als ihr Sohn von der Polizei nach Hause gebracht wird. Sie ärgert sich darüber und reagiert empört, als Göran von ihr verlangt, sie solle besser auf ihren Sohn aufpassen.
Am nächsten Tag geht Tsatsiki zur Schule. Er fühlt sich dort wohl; die Lehrerin ist nett, mit seinem besten Freund Pär Hammer kann er über alles reden, und zudem ist er ein bisschen in das Mädchen Maria verliebt. Schwierigkeiten hat er allerdings mit dem älteren Schüler Mårten, der auf dem Schulhof jüngere Kinder wie ihn verprügelt.

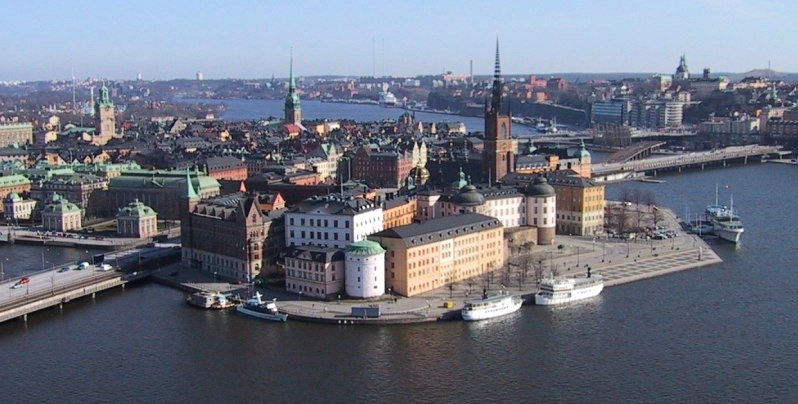
Stockholm, in dem Tsatsiki mit seiner Mutter Tina lebt, diente Kameramann Anders Bohman in einigen Sequenzen als skandinavisch-klare Kulisse.

Tsatsikis Mutter möchte ein Zimmer vermieten. Auf ihre Anzeige meldet sich ausgerechnet der Polizist Göran. Tsatsiki ist davon begeistert und schnell sieht er in Göran einen Ersatzvater. Tsatsikis Mutter Tina und Göran jedoch mögen sich zunächst überhaupt nicht.
Dann entbrennt auf dem Schulhof ein Streit zwischen Mårten und Tsatsiki, bei welchem dieser von Mårten verprügelt wird. Daraufhin geht Tina zum Direktor, der aber nicht bereit ist, mit ihr darüber zu sprechen. Dennoch sagt Tina ihm ihre Meinung. Anschließend trifft sie auf dem Schulhof Mårten und stellt ihn ebenfalls zur Rede, wobei dieser schließlich weinend zusammenbricht.
Im Laufe der nächsten Zeit kommen sich Göran und Tina immer näher. Tsatsiki reagiert darauf eifersüchtig und fühlt sich von Göran weniger geliebt. Doch Göran und Tsatsiki können sich aussprechen, obgleich Tsatsikis Wissen über Liebe begrenzt ist. Außerdem hat er selbst noch die „Beziehung“ zu Maria. Als er sich traut, Maria ein Herz zu malen, ist diese seinem „Antrag“ nicht abgeneigt.
Die Beziehung zwischen Tina und Göran entwickelt sich indes weniger gut, denn Tina ist in den Bassisten ihrer Band verliebt. Dies erträgt Göran schließlich nicht mehr und zieht aus. Auf einem Konzert der Rockband trifft er eine Straßenkünstlerin und befreundet sich mit ihr.
Nach dem Konzert geht es mit der Band aufwärts und Tina hat mehr Geld zur Verfügung. Tsatsiki gelingt es deshalb, seine Mutter zu überreden, mit ihm nach Griechenland zu reisen, um dort seinen Vater zu suchen. In einem kleinen Fischerdorf finden sie ihn tatsächlich, doch Tsatsiki verheimlicht ihm, dass er sein Sohn ist. Beide kommen sich näher, als Tsatsiki seinem Vater bei der Reparatur seines Bootsmotors hilft. Anschließend fahren sie aufs Meer hinaus, um Tintenfische zu harpunieren – genauso wie Tsatsiki es sich erträumt und wofür er so lange trainiert hatte. Am letzten Abend vor der Abreise fasst sich Tina schließlich ein Herz, spricht ihren ehemaligen Geliebten an und teilt ihm mit, dass Tsatsiki sein Sohn ist. Dieser ist überglücklich, von seiner Vaterschaft zu erfahren; er hat sonst keine Kinder. Am Tag der Abreise verspricht Tsatsiki, dass er wiederkommen wird. (Von dieser Rückkehr handelt der Fortsetzungsfilm Tsatsiki – Freunde für immer.)
Auf der Heimfahrt vom Flugplatz in Stockholm fährt Tina im Auto mit überhöhter Geschwindigkeit und wird deshalb von der Polizei gestoppt. Der Polizist, welcher sie anhielt, ist Göran. Er fragt sie, ob er wieder bei ihr einziehen darf. Seine Beziehung zu der Künstlerin hatte nicht lange gehalten. Auch Tina hat inzwischen erkannt, dass der Bassist nicht der Richtige für sie war, darum willigt sie ein. So erhalten die beiden eine zweite Chance, sich wieder näherzukommen.

## Entstehungsgeschichte

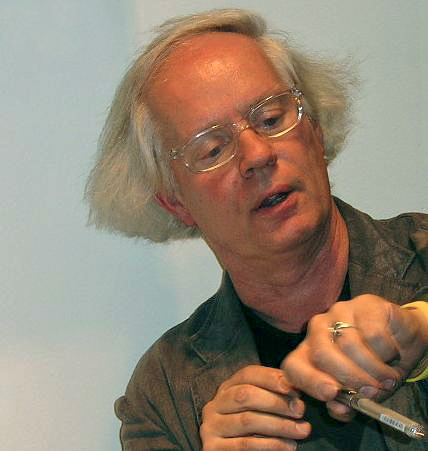
Drehbuchautor Ulf Stark

Tsatsiki – Tintenfische und erste Küsse basiert auf den ersten beiden Bänden der Romanreihe Tsatsiki-Tsatsiki, die in Deutschland im Oetinger Verlag erschienen ist und zu den weltweit erfolgreichsten Kinderbuchreihen der 1990er-Jahre gehört. Die Autorin Moni Nilsson-Brännström legte bei den Romanen besonderen Wert auf eine Mischung aus Authentizität und Märchenhaftem. Ihr war es wichtig, dass dieser Stil auch in der Verfilmung nicht verloren ging. Daher war es ihr ausdrücklicher Wunsch, dass das Drehbuch von Ulf Stark geschrieben wurde. Dieser besaß bereits langjährige Erfahrungen in der filmischen Umsetzung literarischer Vorlagen, unter anderem schrieb er die Drehbücher zu einigen seiner eigenen Kinderbücher. Dennoch war die Zusammenarbeit nicht unproblematisch; die Autorin war mit den ersten Entwürfen von Stark zunächst unzufrieden und setzte durch, dass das Manuskript fünfmal umgeschrieben wurde.
Der Film wurde in Stockholm und in Pachia Ammos auf der griechischen Insel Kreta gedreht. Samuel Haus, der Hauptdarsteller, gab in Tsatsiki – Tintenfische und erste Küsse (1999) sein Schauspieldebüt. Die Rolle des Tsatsiki verkörperte er auch in seinem bisher letzten Spielfilm Tsatsiki – Freunde für immer (2001).

## Rezeption

### Publikum
Der Film kam am 1. Oktober 1999 in die schwedischen Kinos, wo er bis zum 1. Juni 2000 531.781-mal gesehen wurde und ein Einspielergebnis von über 29 Millionen Schwedischen Kronen (rund zwei Millionen Euro) vorweisen konnte. Damit gilt er in Schweden als kommerziell erfolgreich.
Während der Film in Norwegen bereits am 22. Oktober 1999 startete, kam er in anderen europäischen Ländern erst in den Jahren 2000 oder 2001 in die Kinos. Er wurde in dieser Zeit auf mehreren Filmfestivals gezeigt, unter anderem auf dem Internationalen Filmfestival von Karlovy Vary. Unter dem Titel Tsatsiki – Tintenfische und erste Küsse lief der Film ab dem 12. Oktober 2000 auch in deutschen Kinos, außerdem wurde er mit diesem Titel auf Video und DVD veröffentlicht. Bei Festivals und im Fernsehen wurde hingegen der deutsche Verleihtitel Tsatsiki, Mama und der Polizist verwendet. In Deutschland wurde der Film 86.585-mal von Kinobesuchern gesehen, im gesamten europäischen Kinomarkt lag die Besucherzahl bei über 600.000. Der Film startete am 5. Oktober 2000 in der deutschsprachigen Schweiz und am 6. April 2001 in Österreich.
In einigen Zuschriften, die das Kinderfilmfest der Internationalen Filmfestspiele von Kindern erhielt, wurde das Ende des Films als zu unrealistisch kritisiert. Andere Kinder lobten das Ende des Films dagegen als positives Element.

### Kritik
Kritiker nahmen Tsatsiki – Tintenfische und erste Küsse durchweg positiv auf. Lediglich das Ende des Films wurde als etwas zu märchenhaft bezeichnet, während diese märchenhafte Überhöhung andererseits auch als virtuose Balance zur Realität angesehen wurde.
Die Emotionalität, mit der der Film die Zuschauer berührt, wurde von vielen Kritikern herausgestellt. Tsatsikis Suche nach seinem Vater zeige, dass es sich lohne, an Träumen festzuhalten. Dabei lobten einige Kritiker besonders die Balance, die der Film bei Emotionen wahrt. Themen wie Toleranz, Liebe und Respekt, aber auch kleine alltägliche Nöte und Freuden würden erzählt. Tsatsiki – Tintenfische und erste Küsse laufe zudem in keinem Moment Gefahr, kitschig zu werden.
Die Kritiker hoben das ungekünstelte Spiel der Schauspieler besonders hervor. Die Tristesse des Alltags, der sie ausgeliefert seien, werde in realistischen Charakteren gezeigt. Besonders gelobt wurde die Leistung von Samuel Haus, dem Darsteller Tsatsikis. Tsatsiki – Tintenfische und erste Küsse wurde als ein authentischer Film gelobt, der das „echte Leben“ nachbilde: oft lustig, manchmal traurig und meistens spannend – denn man wisse nie, was als Nächstes passiere. Der Film sei das behutsame Porträt eines Kindes auf dem Weg zum Erwachsenwerden und eine anrührende Aufforderung an Eltern, diesen schwierigen und spannenden Weg gemeinsam mit ihren Kindern zu gehen.
Die schwedische Kritikerin Linda Hedihn nannte den Film einen „Volltreffer“, da es ihm gelänge, essentielle, zeitlose Themen wie die Identifikation eines Jungen mit Vaterfiguren auf eine leichte, dabei aber nicht oberflächliche Weise zu inszenieren. Manche der Figuren, wie z. B. die norwegische Klassenlehrerin Tsatsikis, seien zwar nicht ganz frei von stereotypen Charaktereigenschaften, dennoch sei gerade die Vermeidung von Klischees eine Stärke des Films. Die Darstellung Alexandra Rapaports (Tsatsikis Mutter) z. B. modernisiere „alte Vorstellungen von schablonenhaft agierenden Müttern“ und ersetze diese durch lebensnahe Widersprüchlichkeit.
Der Theaterschauspieler Jacob Ericksson, welcher den Polizisten Göran spielt, hatte mit Tsatsiki – Tintenfische und erste Küsse seinen ersten internationalen Erfolg, und auch die Daily-Soap-Darstellerin Alexandra Rapaport schaffte mit ihrer Rolle den Sprung zum Kinofilm. Die Regisseurin Ella Lemhagen erzielte mit diesem Film ebenfalls ihren internationalen Durchbruch, nachdem sie in Schweden mit Jugendfilmen wie Der Traumprinz von Em (1996) bereits bekannt geworden war.

### Auszeichnungen
Bei den Internationalen Filmfestspielen von Berlin 2000 wurde Tsatsiki – Tintenfische und erste Küsse von der Kinderjury ausnahmslos positiv bewertet. Die Kinder empfanden den Film als bewegend, weil die Suche eines kleinen Jungen nach seinem Vater auch in der Wirklichkeit vorkomme. Die schauspielerische Leistung Alexandra Rapaports als Mama und Samuel Haus’ als Tsatsiki überzeugte die Kinderjury. Zudem hoben auch sie die filmische Ausgewogenheit zwischen Traurigkeit und Humor hervor.
Der Film Tsatsiki – Tintenfische und erste Küsse erhielt 1999 und 2000 mehrere Auszeichnungen, darunter den Großen Preis des Kinderhilfswerks und den Gläsernen Bären auf der Berlinale. Den Kinderfilmpreis vom Nordischen Filminstitut erhielt der Film auf den Nordischen Filmtagen in Lübeck.
Der wichtigste schwedische Filmpreis, der Guldbagge, wurde Anders Bohman (Kamera), Anne Ingvar (Produktion) und Ulf Stark (Drehbuch) verliehen, während sich der Film als beste Produktion des Jahres gegen Anders Nilssons Thriller Zero Tolerance – Zeugen in Angst und Jan Lindkvists historischen Dokumentarfilm Tiden är en dröm durchsetzen konnte.
Drei weitere internationale Filmpreise gingen an die Regisseurin Ella Lemhagen: Zum einen der dänische Buster Preis auf dem Buster Internationalen Kinderfilmfestival, zum anderen die Starboy-Auszeichnung auf dem finnischen Oulu Internationalen Kinderfilm Festival und schließlich die Silberne Poznań-Ziege für den besten Realfilm auf dem polnischen Internationalen Jugendfilmfestival Ale Kino.

## Filmanalyse

### Aufbau
Tsatsiki – Tintenfische und erste Küsse erzählt die Geschichte des achtjährigen Hauptdarstellers, der sich eine vollständige Familie wünscht und seinen leiblichen Vater kennenlernen möchte.
Zum Beginn der Geschichte wird Tsatsiki vorgestellt, wie er ins Schwimmbad zum Tauchtraining geht. Im „Voice-over“ (Erzählstimme) spricht Tsatsiki dabei über seinen Wunsch, seinen Vater kennenzulernen. Dann werde er mit ihm tauchen gehen, daher müsse er trainieren.
Der Zuschauer wird auf diese Weise in Tsatsikis Lebensumgebung und die Vorstellungswelt des Kindes eingeführt. Diese kreist um Familien- und damit auch um Liebesbeziehungen. Tsatsikis Vorstellungen sind dabei zunächst auf ein klassisches, einfaches Familienbild mit Vater, Mutter und Kind beschränkt. Im Laufe des Films macht er eine Entwicklung durch und erkennt, wie kompliziert Liebes- und Familienverhältnisse im wirklichen Leben sind.

### Erzählweise
Beate Völcker hob in ihrer Filmanalyse im Buch „Kinderfilm Stoff- und Projektentwicklung“ eine Besonderheit des Filmes hervor, dass die Hauptfigur zwei Ziele verfolgt. Zum einen möchte Tsatsiki seinen Vater in Griechenland kennenlernen, zum anderen möchte er, dass Göran sein Ersatzvater wird. Normalerweise wird nur ein Ziel vorgestellt, von dem die Zuschauer gemeinsam mit der Hauptfigur hoffen, dass sie es erreichen kann. Diese dramaturgische Regel der Verfolgung des einzigen Ziels entstammt der klassischen Filmdramaturgie. Tsatsiki – Tintenfische und erste Küsse ist jedoch nicht rein dramatisch strukturiert, sondern verbindet die dramatische mit einer epischen Erzählweise. Eine epische Erzählung benötigt einen Erzähler, der die Handlung erklärend vorantreibt, während eine dramatische Handlung von den Figuren selbst vorangetrieben wird. In Tsatsiki – Tintenfische und erste Küsse fungiert die Hauptperson selbst als Ich-Erzähler in den epischen Handlungssträngen. Hinzu kommt, dass Tsatsikis erster Wunsch, seinen Vater kennenzulernen, beim Beginn der Handlung bereits fester Bestandteil von Tsatsikis Leben ist und sich somit nicht eignet, den Zuschauer an seinen Hoffnungen teilhaben zu lassen. Der Zuschauer muss das Entstehen eines Wunsches der Hauptperson jedoch miterleben, um sich emotional darin wiederfinden zu können. Das Entstehen des zweiten Wunsches, dass Göran Tsatsikis Ersatzvater werden soll, verfolgt der Zuschauer hingegen unmittelbar, so dass er in die Hoffnung auf seine Erfüllung emotional eingebunden wird.
Die dramatische Ironie ist ein Stilmittel, das der Film vielfach nutzt. Besonders der Polizist Göran wird durch Tsatsikis Verhalten in einige ironische Situationen getrieben. Dies beginnt gleich bei der ersten Begegnung im Schwimmbad, wo Göran den scheinbar ertrinkenden Tsatsiki aus dem Wasser holt. Der Zuschauer weiß, dass Tsatsiki nur das Tauchen übt; er hat also einen Wissensvorsprung gegenüber der Figur Göran. Der Zuschauer kann Görans irrige Annahme daher humorvoll aufnehmen. Dass dieser auf seinen Irrtum nicht wütend reagiert, weckt beim Zuschauer Sympathien für ihn.

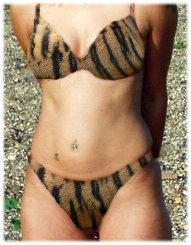
Das Requisit des Tigerbikinis wird im Film wiederholt eingesetzt, um Verbindungen zwischen bestimmten Situationen und Personen zu veranschaulichen.

Tsatsiki schlägt Göran vor, Tinas Sympathie durch ein Geschenk zu erlangen. Er hat auch gleich eines für Göran parat; einen hübsch verpackten Tigerbikini, den er kaufen musste, als er vor Mårten in ein Damenwäschegeschäft geflüchtet war. Tsatsiki ist nicht bewusst, dass dies ein unpassendes Geschenk eines Mannes für eine Frau ist, die er gerade erst kennengelernt hat. Göran hingegen hat keine Gelegenheit, vor dem Überreichen des Geschenkes nachzufragen, was in der Schachtel ist. Als er diese an Tina übergibt, hat der Zuschauer wieder einen Wissensvorsprung ihm gegenüber, so dass seine Spannung auf die Reaktion von Tina gesteigert wird. Doch statt brüskiert zu sein, ist diese amüsiert über das Geschenk. Der Bikini wird im Film als kontinuierlich erscheinendes Requisit effektiv eingesetzt, zunächst um die Charaktereigenschaften der Figuren vorzustellen und später, in Griechenland, um die trotz der räumlichen Trennung weiterbestehende Verbindung zu Göran beim Zuschauer präsent zu halten.

### Konflikte
Tsatsiki lebt zufrieden mit seiner Mutter, bis er durch Görans Einzug bemerkt, dass ihm bisher einige Aspekte in seinem Leben gefehlt haben. Eine der ersten Szenen veranschaulicht das bisherige Familienleben von Tsatsiki und Tina: Sie sitzen nebeneinander auf einer Hollywoodschaukel und essen chinesisches Fastfood. Göran hingegen holt nach seinem Einzug die ganze Wohngemeinschaft zu den Mahlzeiten an einen liebevoll gedeckten Tisch. Tsatsiki mag Göran wegen seiner liebevollen Art. So wird es verständlich, dass er sich Göran als Freund seiner Mutter wünscht. Tsatsiki findet in ihm einen Mentor und Ersatzvater, der ihn vieles lehrt. Andererseits gibt es auch Situationen, in denen Tsatsiki Göran hilft, indem er ihm zeigt, wie er die Sympathie seiner Mutter erlangen kann.
In dem unterschiedlichen Lebensumfeld Görans und Tinas liegt ein wichtiges Konfliktpotential. Eine Zuspitzung der Situation wird herbeigeführt durch Tinas Unfähigkeit, sich zwischen Göran und dem Bassisten zu entscheiden. Die Handlung wird dabei ganz aus dem Blickwinkel Tsatsikis erzählt, so dass die Geschichte für Kinder nachvollziehbar ist.

### Personen
Die Hauptfigur des Tsatsiki, Tobias Johansson, wird sehr differenziert gezeichnet. Mit seinem südländischen Äußeren unterscheidet er sich deutlich von den hellhäutigen, blonden Skandinaviern. Seiner Mitschülerin Maria gefallen besonders seine dunklen Augen sehr. Tsatsiki ist für sein Alter sehr sportlich und kräftig. Diese Eigenschaften steigert er durch seine zielstrebigen Tauchübungen. Tsatsikis Mutter Tina hat nie ein Geheimnis daraus gemacht, dass sie Tsatsiki während eines Griechenlandurlaubes empfing. Außer den Schilderungen seiner Mutter kennt Tsatsiki von seinem Vater nur ein altes Foto. Daraus entwickelt er eine Fantasievorstellung von einem idealen Vater. Der Wunsch nach Klarheit über seine Familienverhältnisse ist ein starkes, handlungsbestimmendes Element in dieser Phase seines Lebens. Im Laufe des Films entwickelt Tsatsiki eine neue Vorstellung von der Vielschichtigkeit von Liebesbeziehungen und den Konflikten, die daraus entstehen können. Er lernt zu akzeptieren, dass die Realität komplizierter ist, als seine Träume es vorgeben, weil er zugleich auch erfährt, dass seine eigenen Beziehungen zu den Erwachsenen Bestand haben, unabhängig von deren Konflikten untereinander.
Tina Johansson, Tsatsikis Mutter, ist eine sorgfältig ausbalancierte Figur mit positiven wie negativen Eigenschaften. So bleibt trotz der Schwierigkeiten, die sie dem Hauptcharakter bereitet, die Sympathie des Publikums zu ihr erhalten. Als Rockmusikerin lebt sie nicht in „gutbürgerlichen“ Verhältnissen, sondern ist unkonventionell, chaotisch und impulsiv. Trotzdem nimmt sie ihre Rolle als Mutter sehr ernst. So hilft sie Tsatsiki, als dieser Schwierigkeiten mit Mårten hat. Die Schule versagt in diesem Konflikt, was in der Rolle des Direktors symbolisiert wird, der lieber seine Papiere abarbeitet, als sich auf ein Gespräch mit Tina einzulassen. Tina jedoch lockt durch ihre impulsive Art Mårten aus der Reserve, so dass dieser den Grund offenbart, weshalb er die kleineren Mitschüler verprügelt hat. In ihren Liebesbeziehungen fällt es Tina hingegen schwer, sich Klarheit zu verschaffen. Ihre Gefühle schwanken zwischen Göran und dem Bassisten ihrer Band, und sie fürchtet unbewusst, sich mit einer Entscheidung zwischen ihnen auch zwischen ihren beiden Lebenswelten entscheiden zu müssen – dem Leben in der Rockband oder dem in einer bürgerlichen Existenz.
Der Polizist Göran wird charakterisiert durch seine Herkunft vom Land. Dort erschienen ihm die Verhältnisse einfacher, so dass er Schwierigkeiten mit den „Frauen aus der Stadt“ hat. Gleich bei der ersten Begegnung mit Tsatsiki zeigt Göran, dass er gut auf den Jungen eingehen kann. Dies wird im Laufe des Films vertieft, indem er beispielsweise mit ihm einkaufen geht, als seine Mutter keine Zeit dazu hat. Nach dem Einkaufsbummel lädt Göran Tsatsiki in ein griechisches Restaurant ein. Damit wird veranschaulicht, dass er sich mit den Wünschen des Kindes auseinandergesetzt hat und sie ernst nimmt. Göran hilft Tsatsiki zudem bei dessen Persönlichkeitsentwicklung. Dies wird unter anderem in der Szene verdeutlicht, in welcher Tsatsiki sich zurückgesetzt fühlt, weil Göran und seine Mutter sich näherkommen. Auch wenn Tsatsiki zu diesem Zeitpunkt noch nicht alles genau verstanden hat, erkennt er doch, dass seine Beziehung zu Göran trotzdem Bestand hat. Als Tina wieder mit dem Bassisten zusammenkommt, unterhalten sich Göran und Tsatsiki, während sie Görans Motorrad reparieren. Göran hat inzwischen dazugelernt und kann nun ganz die richtigen Worte finden, um Tsatsiki und damit auch den kindlichen Zuschauern die Kompliziertheit von Beziehungen zu erläutern. Er erklärt, dass er Ordnung in seinem Leben brauche; genauso wie sie bei der Reparatur nötig ist. Alle Teile werden ordentlich in Becher gelegt, damit er sie nachher in umgekehrter Reihenfolge wieder zusammensetzen kann.
Iannis, Tsatsikis Vater, ist ein freiheitsliebender Mensch. Gerade dies hatte Tina an ihm gereizt, als sie sich auf die Urlaubsromanze mit ihm einließ. Doch Iannis hat sich seither nicht weiterentwickelt und auch keine Familie gegründet. Er lebt alleine mit seinem Hund und wirkt, etwas in die Jahre gekommen, von weitem wie ein Obdachloser – ein Bild, das den ersten Eindruck von Mårtens alkoholkrankem Vater widerspiegelt. Tsatsiki kann bei der Begegnung mit seinem Vater von den Fertigkeiten profitieren, die er von Göran erlernt hat. Er hilft seinem Vater, den Motor seines Bootes zu reparieren. Iannis ist freundlich zu Tsatsiki und erfüllt ihm den Wunsch nach einem gemeinsamen Tauchausflug. Anschließend umarmt Tsatsiki spontan seinen Vater. Dieser kann darauf jedoch nicht angemessen reagieren, denn für ihn ist Tsatsiki einfach nur ein netter Touristenjunge. Erst als Tina ihn über seine Vaterschaft aufklärt, erkennt Iannis, dass ihm eine eigene Familie in seinem Leben gefehlt hat.
Mårten, Tsatsikis Mitschüler, wünscht sich einen liebevollen Vater. Sein Verhältnis zu seinem Vater ist gestört, weil dieser Alkoholiker ist und sich nicht um ihn kümmert. Deshalb ist er auf jene Kinder neidisch, die viel von ihrem Vater halten. Dass es oft nur eines Menschen bedarf, der sich mit Problemen wirklich auseinandersetzt, zeigt Tina, als sie Mårten aus seiner Verstocktheit herausholt. So kann dieser seine Situation akzeptieren und seinen Frust in sinnvollere Bahnen lenken, als Tina ihm das Gitarrespielen beibringt. Später sprechen sich Mårten und Tsatsiki aus. Über ihn erkennt Tsatsiki, dass es viele Leute gibt, bei denen Liebesverhältnisse gestört sind. Doch auch Mårten erfährt mehr von Tsatsikis Situation. Durch die gegenseitige Auseinandersetzung mit ihren Schicksalen werden sie beide in ihrem Lebensweg gefestigt.

### Bedürfnisse
Das zentrale Thema in Tsatsiki – Tintenfische und erste Küsse ist die Liebe in unterschiedlichsten Variationen, als Liebesbeziehungen zwischen Mann und Frau, in Form der liebevollen Zuneigung zwischen Mann, Frau und Kind, und als erste Liebe unter Kindern. Tsatsikis, Tinas und Görans unterschiedliche Sichtweisen der Liebe treffen aufeinander.
Tsatsikis Vorstellung von der Liebe ist von einer kindlichen, einfachen Erlebniswelt geprägt. Er muss erst Erfahrungen sammeln, um zu erkennen, dass Liebesbeziehungen sehr kompliziert sein können. Dies hilft ihm, sich weiterzuentwickeln, seinen Platz im Familiengefüge einzunehmen und einen positiven Kontakt zu seinem Vater aufzubauen.
Der Prozess des Erwachsenwerdens ist ein häufiges Thema in Kinderfilmen und wird auch hier aufgegriffen. Dass dieser Prozess lebenslang andauert und in jedem Menschen weiteres Entwicklungspotential liegt, zeigt sich in Tina. Sie lernt, zunehmend besser mit ihren Gefühlen umzugehen. War sie sich im Alltag noch nicht klar geworden über ihre Gefühle, erkennt sie im Urlaub, wie sehr sie Göran vermisst. Die anderen Fragen, welche sie in Bezug auf ihn beschäftigen, so die nach ihren unterschiedlichen Lebensumgebungen, treten für sie dadurch in den Hintergrund. Sie lernt, Prioritäten zu setzen.
Ähnlich ergeht es Göran, der ebenfalls erst Abstand benötigt, um sich seiner Gefühle bewusst zu werden. Er stellt sich der Herausforderung und reift in seiner Liebesbeziehung.

### Filmtechnische Mittel

#### Regie
Der Film bietet mit einem achtjährigen Hauptdarsteller eine Identifikationsfigur für recht junge Kinder. Die Regisseurin Ella Lemhagen wird diesem Zielpublikum gerecht, indem Teile der Handlung episch erzählt werden, wodurch Tsatsiki als Ich-Erzähler die Handlung näher erläutern kann.
Die Regie steigerte die Wiedererkennbarkeit, indem sie Elemente wie das Tauchen oder auch Gegenstände wie den getigerten Bikini, welchen Tina geschenkt bekommt, wiederholt einsetzt. Durch diese Wiederholung können gerade die jüngeren Zuschauer die emotionalen Bedeutungen besser nachvollziehen, woraus bei ihnen ein Lernprozess erwächst.
Die Regie setzt dieses Prinzip so geschickt ein, dass dennoch für Erwachsene keine Langeweile entsteht, während der Film ihnen durch Mittel wie die dramatische Ironie spannende Unterhaltung bietet. Tsatsiki – Tintenfische und erste Küsse ist damit einerseits ein Familienfilm, andererseits jedoch auch ein echter Kinderfilm, weil spezifische kindliche Erfahrungen transportiert werden.

#### Kamera
Kino.de lobt die Kameraarbeit von Anders Bohman, der in einigen Sequenzen mit der skandinavisch-klaren Kulisse Stockholms spielt und dabei ästhetische, graphische Bilder kreiert. Der Wechsel zwischen epischer Erzählung und einer realen Erzählung wird durch die Kamera verdeutlicht. Immer, wenn Tsatsiki als Ich-Erzähler auftaucht, wird das Bild durch ein märchenhaft wirkendes Licht beleuchtet. So befindet sich in Tsatsikis Zimmer ein Aquarium, welches das Zimmer in ein bläuliches Licht taucht. Dieses blaue Licht findet sich auch im Hallenbad wieder, wo Tsatsiki Tauchen übt. Und schließlich wird es auch im Meer genutzt, als er mit seinem Vater tauchen geht. Die wiederkehrenden Elemente, welche eine zentrale Rolle im Film spielen, werden in ähnlicher Weise auch bei verschiedener Umgebung mit Licht und Schärfe eingefangen, so werden zum Beispiel wichtige Requisiten wie der Tigerbikini in Szene gesetzt. Auch Personen werden in unterschiedlichen Situationen in ähnlicher Form im Bild präsentiert. Beispielsweise wird das Motiv des alten Fotos von Tsatsikis Vater wieder aufgegriffen, nachdem Tsatsiki sich mit seinem Vater angefreundet hat. Wieder hält sein nun älter gewordener Vater einen Tintenfisch hoch, und das Sonnenlicht taucht den Hintergrund in ein romantisches Licht.

#### Musik
Die musikalische Gestaltung qualifiziert die Beziehungen zwischen den Figuren und trägt zur Emotionalisierung des kindlichen wie des erwachsenen Zuschauers bei. Dabei werden verschiedene musikalische Stilmittel genutzt. In den epischen Handlungsabschnitten, in denen Tsatsiki als Ich-Erzähler auftritt, wird Ambient-Musik eingesetzt. Die elektronische Musik wird dabei von hohen, flötenartigen Tönen bestimmt, die eine sphärische Stimmung erzeugen.
Instrumentalmusik mit Akustikgitarre wird dagegen bevorzugt, wenn die Beziehungen von Personen verdeutlicht werden sollen. Ein Beispiel dafür ist die Szene, in der das bisherige Familienleben von Tsatsiki und Tina gezeigt wird, indem sie gemeinsam Fastfood essen. Auch die fröhliche Titelmelodie besteht aus Akustikgitarrenmusik, sie taucht zur Emotionalisierung in verschiedenen Variationen im Film wieder auf.
Als weiteres musikalisches Stilmittel wird Livemusik im Film verwendet. So übt Tina gerade mit ihrer Band, als ihre Person im Film vorgestellt wird. Diese Rockmusik wird später wiederum live auf ihrem Konzert gespielt. Griechische Livemusik hingegen ertönt in dem Restaurant, in welches Göran Tsatsiki zum Essen einlädt. Ebenfalls griechische Musik in unterschiedlichen Ausprägungen wird im Hintergrund eingespielt, wenn Tsatsiki und sein Vater zusammentreffen.
Als Tsatsiki mit Göran bei ihren gemeinsamen Ausflügen auf dem Motorrad Gefühle der Freiheit und Unabhängigkeit erlebt, wird instrumentale Rockmusik genutzt, um seine Stimmung wiederzugeben. Die Versöhnung zwischen Tina und Göran am Schluss des Films wird komplett von Rockmusik mit Gesang untermalt, wobei die Lautstärke der Musik variiert, um den Gefühlen der Personen Ausdruck zu verleihen.